# Шателен, Михаил Андреевич
Михаи́л Андре́евич Шателе́н (1 (13) января 1866, Анапа, Кубанская область, Российская империя — 31 января 1957, Ленинград, СССР) — учёный-электротехник, член-корреспондент АН СССР (1931), Герой Социалистического Труда (1956), лауреат Сталинской премии, заслуженный деятель науки и техники РСФСР. Брат С. А. Шателена.

## Биография
Родился 1 (13) января 1866 года в крепости Анапа Кубанской области Российской империи (ныне Краснодарский край), где его отец служил по финансовому ведомству.
Вскоре семья переехала в Тифлис, где Шателен в 1884 году окончил с золотой медалью Первую Тифлисскую классическую гимназию. В том же году поступил на физико-математический факультет Санкт-Петербургского университета. Ещё студентом проявил большой интерес к научным исследованиям. Его первая научная работа «О методах изучения поляризации солнечной короны» была представлена в Совет факультета, по решению которого он в 1888 году был оставлен при университете для подготовки к профессорскому званию и в том же году направлен в Париж, где слушал курсы в Высшей электротехнической школе и в Сорбонне. Одновременно изучал практическую электротехнику на заводе Эдисона, где за два года он прошёл путь от рабочего до шеф-монтёра.
По возвращении в 1890 году в Санкт-Петербург работал в университете на кафедре физики, в качестве ассистента профессоров И. И. Боргмана и Н. Г. Егорова. Кроме этого, он преподавал в Санкт-Петербургском горном институте (1894—1918), где ввёл преподавание электротехники как раздела физики.
В 1893 году Техническое училище Почтово-телеграфного ведомства в Петербурге было преобразовано в Электротехнический институт и Шателен принял участие в конкурсе на должность первого в России профессора электротехники. После успешного прочтения в Совете института двух публичных лекций был утверждён в профессорской должности.
В 1899 году при участии Шателена состоялся Первый всероссийский электротехнический съезд. На Всемирной выставке 1900 года в Париже Шателена избрали членом жюри по электротехнике — в этом же году он был избран почётным членом Французского общества электротехников, почётным секретарем Американского института инженеров-электриков, на Международном конгрессе электриков в Париже избран вице-президентом секции электрических измерений и членом специальной Международной электротехнической комиссии.
Шателен впервые в России начал преподавать электротехнику как самостоятельную дисциплину в высших учебных заведениях — в 1899—1902 годах он прочёл курсы «Электричество», «Электрические измерения», «Курс переменных токов».
Весной 1901 года по распоряжению министра внутренних дел Шателен в числе других профессоров был уволен из института за поддержку студенческих движений. В июле 1901 года министр финансов С. Ю. Витте пригласил Шателена для работ по организации Политехнического института в качестве его профессора, а в дальнейшем и декана электромеханического отделения. Создал в институте ряд лабораторий — гальванометрическую, магнитную, сетевую, фотометрическую, эталонную и другие. В 1902 году основал кафедру общей электротехники, заведующим которой оставался до конца жизни. В 1901 году разработал прибор курбограф (предшественник осциллографа).
Совместно с инженером Г. О. Графтио разработал проект Центральной Пятигорской гидроэлектростанции (с 1911 года — ГЭС «Белый уголь»). Гидроэлектростанция была построена к 24 мая 1903 года в течение 3 месяцев и стала первой в России промышленной ГЭС.
В 1906 году при учреждении премии имени А. С. Попова включён в комиссию по присуждению премии наряду с такими учёными, как П. Д. Войнаровский (председатель), П. С. Осадчий, Н. Г. Егоров, А. А. Реммерт, Н. А. Смирнов, А. А. Петровский, А. А. Кракау и другие.
В феврале 1907 года Шателена обвинили в «противозаконном бездействии власти», сняли с поста декана и судили. По решению суда Сената ему объявили строгий выговор.
В 1911 году организовал первую в России лабораторию высоких напряжений и опытную линию электропередачи высокого напряжения на 150 кВ.
В 1913 году под руководством Шателена была опробована совместная работа данной ГЭС и ТЭС «Тепловая» в Пятигорск — первый в мире опыт эксплуатации электроэнергетической системы.
С началом Первой мировой войны Шателен начал службу в армии в звании прапорщика:

В годы войны он изучал и применял на Северо-Западном фронте на практике электризацию токами высокого напряжения проволочных заграждений, разрабатывал рациональные типы передвижных электростанций для их питания, проводил работы в области прожекторного и ракетного освещения. Михаил Андреевич создал учебные мастерские по ремонту аппаратов связи для нужд армии, портативный полевой телефон для передовых постов и разведки.

Октябрьскую революцию Шателен воспринял положительно.
С 1 декабря 1918 года до 19 марта 1919 года был ректором института.
В 1920 году он вошёл в состав Государственной комиссии по электрификации России (ГОЭЛРО) и был назначен уполномоченным по Петрограду и Северному району страны. План электрификации Северного района, составленный при его участии, был отмечен Государственной комиссией и послужил образцом для составления планов по другим районам. С 1921 по 1932 год, в рамках работ по плану ГОЭЛРО, был членом комиссии по электрификации Урала и Донбасса, экспертом проектов Волховстроя, Свирьстроя и Днепростроя, председателем бюро «Волховстрой-Электроток». С основанием в 1921 году Госплана СССР назначен его членом и принимал участие в разработке Генерального плана электрификации страны.
В 1922 году по его инициативе возобновился выход журнала «Электричество».
В 1923 году он участвовал в Международной конференции по сетям высокого напряжения, был избран членом совета конференции и вице-президентом.
В 1924 году он был приглашён в Главную палату мер и весов в качестве старшего метролога, создал там Эталонную фотометрическую лабораторию и стал её заведующим. В 1929—1932 годах был президентом палаты.

За это время он провёл ряд важных исследований, которые касались измерения абсолютных электрических единиц и создания их эталонов. Шателен впервые в стране установил световые и групповые эталоны и единицы, разработал систему их воспроизведения, хранения и передачи.

В 1926 году избран членом совета Международной электротехнической комиссии.
В 1927 году совместно с Д. П. Коноваловым и А. Н. Доброхотовым представлял СССР на VII Генеральной конференции по мерам и весам. Члены советской делегации выступили с докладами «Введение метрической системы в СССР» и «Законодательство о мерах и весах в СССР за время 1921—1927 гг.».
С 1929 по 1949 год он состоял членом Международного комитета мер и весов, с 1948 по 1957 год — почётным членом Международного комитета.
В период с 1928 по 1934 год совместно с профессорами В. Ф. Миткевичем и В. А. Толвинским выполнил работу по составлению, редактированию и изданию многотомной «Справочной книги для электротехников» (СЭТ).
В 1931 году был избран членом-корреспондентом АН СССР по Отделению математических и естественных наук. В этом же году участвовал в организации Энергетического института АН СССР и Музея по энергетике при нём.
В 1933 года Шателен был избран заместителем председателя комитета по участию СССР в международных энергетических объединениях.
В сентябре 1941 года эвакуирован в Ташкент, где принял участие в организации работы оборонных предприятий, научных и учебных учреждений, научно-инженерных обществ и организаций. В эти годы он оставался профессором Ленинградского политехнического института, находящегося в эвакуации, и Среднеазиатского индустриального института. Участвовал в организации Узбекского филиала АН СССР, был его председателем. В 1944 году вместе c Политехническим институтом возвратился в Ленинград.
В 1945 году создал в Ленинграде энергетическую группу Энергетического института, которая в 1950 году была преобразована в Ленинградскую энергетическую лабораторию АН СССР. Работой лаборатории Шателен руководил до конца жизни.
Умер 31 января 1957 года. Похоронен в Ленинграде на Богословском кладбище.
Оставил рукописные воспоминания «Хочу написать для тех, которые будут жить».

### Семья
- Жена — старшая дочь драматурга А. Н. Островского Мария Александровна. С этой семьёй Шатален был знаком с гимназических лет и оставил о ней воспоминания. Отчим Михаила Андреевича, Александр Павлович Бахметьев, приходился родным единоутробным братом супруге А. Н. Островского, Марии Васильевне[7].
- Дочь — Шателен, Мария Михайловна (1895—1977) — заслуженный работник культуры РСФСР.

## Награды
- Герой Социалистического Труда (12 января 1956)
- четыре ордена Ленина (10 июня 1945; 10 июня 1946; 19 сентября 1953; 12 января 1956)
- орден Трудового Красного Знамени (21 февраля 1936)
- медали
- Сталинская премия второй степени (1950) — за научно-исторический труд «Русские электротехники» (1949)
- заслуженный деятель науки и техники РСФСР

## Память
- На доме профессорского корпуса Политехнического института (Политехническая улица, дом 29) в 1960 году была установлена мемориальная доска: «Здесь с 1902 г. по 1957 г. жил Михаил Андреевич Шателен» (архитектор М. Ф. Егоров)[8].
- В 1966 году была выпущена почтовая марка СССР, посвящённая Шателену.
- Надгробие Шателена входит в Перечень объектов исторического и культурного наследия федерального (общероссийского) значения, находящихся в г. Санкт-Петербурге (утв. постановлением Правительства РФ от 10 июля 2001 года № 527).
- Именем Шателена названа улица в Санкт-Петербурге.

## Основные работы

### Курсы институтских лекций
- Шателен М. А. Курс физики по лекциям, читанным студентам 1-го курса Горн. ин-та в 1894—5 академическом году. — С.-Пб.: Типо-лит. Д. В. Четарева, 1895. — 288 с.
- Шателен М. А. Курс молекулярной физики. — С.-Пб., 1895. — 172 с.
- Шателен М. А. Термодинамика. Лекции, читанные студентам III курса, 1895/6. — С.-Пб.: Лит. А. Иконникова, 1896. — 152 с.
- Шателен М. А. Физика частичных сил и теплота. Лекции, читанные студентам Горн. ин-та в 1896—1897 академическом году. — С.-Пб.: Лит. Д. М. Руднева, 1897. — 228 с.
- Шателен М. А. Физика частичных сил и теплота. Лекции, читанные студентам I курса Горн. ин-та. 1898—99 академический год. — С.-Пб.: Лит. Богданова, 1899. — 201 с.
- Шателен М. А. Электричество. Лекции I курс Горн. ин-та. 1898—1899. — С.-Пб.: Лит. Богданова, 1899. — 165 с.
- Шателен М. А. Курс оптики, читанный студентам 1-го курса Горн. ин-та в 1898—99 академическом году. — С.-Пб.: Лит. Богданова, 1899. — 164 с.
- Шателен М. А. Электрические измерения. — С.-Пб.: [Б. и.], 1900.
- Шателен М. А. Физика частичных сил и теплота. Лекции, читанные студентам I курса Горн. ин-та, 1901/2 академический год. — С.-Пб.: Лит. Н. С. Егорова, 1902. — 205 с.
- Шателен М. А. Электричество. Лекции. I курс Горн. ин-та. 1901/2 академический год. — С.-Пб.: Лит. Н. С. Егорова, 1902. — 196 с.
- Шателен М. А. Электричество и магнетизм. Сост. по лекциям, читанным студентам 2-го курса Горн. ин-та в 1901—1902 академическом году. — С.-Пб.: Изд-во Горного ин-та, 1902. — 205 с.
- Шателен М. А. Электричество. Магнетизм. Лекции, читанные в Горн. ин-те. — С.-Пб.: Лит. Боричева, 1903. — 181 с.
- Шателен М. А. Практическая электротехника. — С.-Пб.: Лит. Трофимова, 1903. — 174 с.
- Шателен М. А. Термодинамика. Лекции, читанные студентам 2-го курса в 1902—1903 г. — С.-Пб.: Лит. Н. С. Егорова, 1903. — 125 с.
- Шателен М. А. Лекции по электротехнике, читанные в СПБПИ в 1906 г. — С.-Пб.: Студенческая касса взаимопомощи, 1907. — 401 с.
- Шателен М. А. Электрические счетчики. — С.-Пб.: Студенческая касса взаимопомощи при Санкт-Петерб. политехн. ин-те, 1907. — 281 с.
- Шателен М. А. Оптика. Лекции, читанные студентам 1-го курса Горн. ин-та. — С.-Пб.: [Б. и.], 1908. — 124 с.
- Шателен М. А. Магнетизм, электромагнетизм, индукция и переменный ток. — С.-Пб.: [Б. и.], 1909. — 178 с.
- Шателен М. А. Лекции по электротехнике. Курс, читанный для студентов всех технических отделений Санкт-Петербургского политехнического института. 3-е изд. — С.-Пб.: Касса взаимопомощи студентов Санкт-Петерб. политехн. ин-та, 1910. — 311 с.
- Шателен М. А. Лекции по электротехнике. Курс, читанный для студентов всех технических отделений Санкт-Петербургского политехнического института. 4-е изд. — С.-Пб.: Касса взаимопомощи студентов Санкт-Петерб. политехн. ин-та, 1911. — 344 с.
- Шателен М. А. Физика частичных сил и теплота. Лекции, читанные в Горн. ин-те. — С.-Пб.: Касса взаимопомощи студентов Санкт-Петерб. политехн. ин-та, 1912. — 127 с.
- Шателен М. А. Учение об электрических явлениях. Лекции. Лекции. — С.-Пб.: [Б. и.], 1912. — 123 с.
- Шателен М. А. Учение об электрических явлениях. Лекции, читанные I курсу Горн. ин-та. — С.-Пб.: [Б. и.], [б. г.]. — 135 с.
- Шателен М. А. Магнетизм, электромагнетизм, индукция и переменный ток. — С.-Пб.: [Б. и.], 1914. — 189 с.
- Шателен М. А. Лекции по электротехнике. Курс, читанный для студентов всех технических отделений Петроградского политехнического института. 5-е изд. — Пг.: Типо-лит. И. Трофимова, 1916. — 362 с.

### Учебные материалы и пособия
- Краткие сведения по электротехнике в ее современном состоянии. Изд. для посещающих 4-ю Электр. выст. Имп. Рус. техн. о-ва. Сост. А. Гершун, Д. Голов, М. Шателен. — С.-Пб.: Изд. журн. «Электричество», 1892. — 106 с.
- Шателен М. А. Сборник программ работ в Электроизмерительной лаборатории Санкт-Петербургского политехнического института. Для студентов Электромеханического отделения. — С.-Пб.: Студенческая касса взаимопомощи при С.-Петерб. политехн. ин-те, 1908. — 45 с.
- Шателен М. А. Программа работ в электроизмерительной лаборатории Санкт-Петербургского политехнического института императора Петра Великого. 2-е изд. — С.-Пб.: Типо-лит. «Братья Ревины», 1914. — 41 с.
- Шателен М. А., Хрунов Н. П. Наставление к пользованию телефонным аппаратом Петроградского политехнического института Императора Петра Великого. — Пг.: Тип. «Согласие», 1916. — 28 с.
- Объяснительная записка к серии наглядных пособий по электрификации. Под общ ред. М. А. Шателена. — М.: «Красная новь», 1923. — 64 с.
- Залесский А. М. Руководство к работам в лаборатории общей электротехники. Под ред. М. А. Шателена. — Л.: «Политехник», 1924. — 75 с.
- Действующее законодательство по электрохозяйству СССР и РСФСР. Сб. постановлений, декретов, инструкций, циркуляров и приказов по вопр. электротехн. строительства, электротехн. пр-сти и снабжения электр. энергией. Сост. В. Клейн. С предисл. М. А. Шателена. — М.: Промиздат, 1926. — 103 с.
- Программа работ в электроизмерительном отделении и отделении энциклопедии электротехники Электротехнической лаборатории Ленинградского политехнического института им. М. И. Калинина. Под ред. М. А. Шателена. 3-е изд. — Л.: КУБУЧ, 1927. — 55 с.
- Пособие к лабораторным занятиям по электрическим и магнитным измерениям. Сост. М. А. Шателен, А. М. Залеский, М. М. Михайлов и др. Под общ. ред. М. А. Шателена и Н. Н. Пономарева. — М.; Л.: ОГИЗ-ГНТИ, 1931. — 360 с.
- В. П. Валицкий, П. Н. Горюнов, Г. Е. Егоров, М. А. Шателен и др. Электрические и магнитные измерения: общий курс. Под ред. Е. Г. Шрамкова. Учебное пособие. — М.; Л.: ОНТИ; Гл. ред. энергетич. лит., 1937. — 668 с.
- Пособие к лабораторным работам по общей электротехнике. Ред. М. А. Шателен. — Л.: [Б. и.], 1938. — 73 с.
- Руководство к лабораторным занятиям по курсу общей электротехники. Под ред. М. А. Шателена. — Л.: [Б. и.]:
  - Ч. 1. — 1953. — 120 с.
  - Ч. 2. — 1956. — 88 с.
  - Ч. 3. — 1955. — 170 с.

### Биографии учёных, история науки и техники
- Петербургский политехнический институт. Электромеханическое отделение. Обзор преподавания и описание лабораторий. Под общ. ред. М. А. Шателена. — С.-Пб.: [Б. и.], 1911. — 276 с.
- А. С. Попов. Сб. документов. К 50-летию изобретения радио. Под ред. М. А. Шателена, И. Г. Кляцкина, В. В. Данилевского. — Л.: Лениздат, 1945. — 255 с.
- Шателен М. А. Пионеры электрического освещения. В. В. Петров, А. Н. Лодыгин, П. Н. Яблочков. Лекция для учащихся ремесленных ж/д училищ и школ ФЗО. — М.: «Молодая гвардия», 1946. — 24 с.
- Шателен М. А. Пионеры электрического освещения. В. В. Петров, А. Н. Лодыгин, П. Н. Яблочков. — М.: Воениздат, 1947. — 36 с.
- Ленинградский политехнический институт им. М. И. Калинина. Материалы по истории института. Ред. М. А. Шателен. — Л.: Лаб. полиграф. машин ЛПИ, 1948. — 161 с.
- Ленинградский политехнический институт им. М. И. Калинина. Материалы по истории института. Ред. М. А. Шателен. — Л.: Лаб. полиграф. машин ЛПИ, 1949. — 127 с.
- Шателен М. А. Русские электротехники второй половины XIX века. — М.; Л.: Госэнергоиздат, 1949. — 380 с.
- Шателен М. А. Русские электротехники второй половины XIX века. Учеб. пособие. — М.; Л.: Госэнергоиздат, 1950. — 384 с. (На румынском языке издано Техническим издательством в 1952 году.)
- Шателен М. А. Русские электротехники XIX века. Учеб. пособие. — М.; Л.: Госэнергоиздат, 1955. — 432 с. (Переиздание: С.-Пб.: Изд-во Политехнического ун-та, 2013. — 432 с. — ISBN 978-5-7422-3760-0.)

### Работы по стандартизации, электроустановкам, электробезопасности, светотехнике, металлургии, технические справочники
- Шателен М. А. Электрическое паяние, отливка и уплотнение металлов в применении к заводской практике. — С.-Пб.: Тип. Мин. путей сообщения; Т-во И. М. Кушнерев и К°, 1896. — 15 с.
- Шателен М. А. Руководство к составлению проектов электрического освещения и электрического распределения механической энергии в жилых помещениях, на фабриках, заводах и других общественных зданиях. — С.-Пб.: [Изд.] К. Л. Риккер, 1901. — 310 с.
- Шателен М. А. Об организации Русского электротехнического комитета Международной электротехнической комиссии. Доклад // Международная электротехническая комиссия. Русский комитет. Проект организации Русского электротехнического комитета Международной электротехнической комиссии. — С.-Пб.: [Б. и.], 1910. — 14 с.
- Проект временных технических условий для изоляторов высокого напряжения с приложением материалов для обоснования проекта. Под ред. М. А. Шателена. — Пг.: Воен. тип., 1919. — 272 с.
- Основания проекта электрификации Северного района. Сост. Гос. комис. по электрификации России; Науч.-техн. отд. ВСНХ. Предисл. М. А. Шателена. — Пг.: Науч. хим.-техн. изд-во; НТО ВСНХ, 1920. — 74 с.
- Шателен М. А. Нормализация и стандартизация в области электротехники. Доклад на IX Всесоюзном электротехническом съезде. — М.: Тип. «Коминтерн» Центриздата, 1927. — 6 с.
- Правила безопасности и правила устройства для электротехнических сооружений сильных токов низкого и высокого напряжений. Утв. IX ВЭС. С поясн. Л. П. Подольского. Предисл. М. А. Шателена. — М.: Л.: ГИЗ, 1929. — 269 с.
- Международные сравнения электрических эталонов Главной палаты мер и весов СССР. Доклад для консультативного электрического комитета, сессия 1930 г. — Л.: Тип. «Коминтерн» Центриздата, 1930. — 63 с.
- Шателен М. А., Тиходеев П. М. Установление международных световых единиц и международные сравнения единиц силы света и светового потока СССР с такими же единицами других стран // Доклады для 2-й Всесоюзной светотехнической конференции. — Л.: [Б. и.], 1930. — 50 с. — С. 3—7.
- Шателен М. А. О научно-технических проблемах сверхмощных электропередач. — Л.: Изд-во АН СССР, 1931. — 13 с.
- Руководящие указания к применению железных проводов в установках сильного тока. Проект. Разраб. под общ. рук. М. А. Шателена. — М.: ГОНТИ, 1938. — 16 с.
- Правила расчета и устройства защитных заземлений в установках переменного тока с напряжением свыше 1000 В (проект). Сост. под рук. М. А. Шателена. — М.: ГОНТИ, Ред. энергетич. лит., 1938. — 52 с.
- Академия наук СССР. Комиссия по единицам мер. Сборник работ Комиссии по единицам мер. Отв. ред. М. А. Шателен. — М.; Л.: Изд-во АН СССР, 1938. — 92 с.
- Сборник трудов по светотехнике. Отв. ред. М. А. Шателен. — М.; Л.: Изд-во АН СССР, 1938. — 124 с.

#### Справочная книга для электротехников
- СЭТ. Справочная книга для электротехников. В 4-х тт. Под общ. ред. М. А. Шателена, В. Ф. Миткевича, В. А. Толвинского. — Л.: КУБУЧ:
  - Т. 1. — 1928. — 759 с. (Доп. тираж в 1930 году, с указанием «в 5-ти тт.».)
  - Т. 2. — 1930. — 844 с.
  - Т. 3. — 1929. — 710 с. (Доп. тираж в 1930 году, с указанием «в 5-ти тт.».)
  - Т. 4. — 1929. — 881 с.
  - Т. 5. — 1934. — 860 с. (С этого тома снабжается указанием «в 6-ти тт.».)
  - Т. 6. — 1934. — 630 с.
- СЭТ. Справочная книга для электротехников. В 6-ти тт. 2-е изд., стереотип. Под общ. ред. М. А. Шателена, В. Ф. Миткевича, В. А. Толвинского. — Л.: КУБУЧ:
  - Т. 1. — 1935. — 759 с.

#### Международные нормы и правила по энергетике
- Международные нормы и правила по энергетике. Под общ. ред. А. В. Винтера и М. А. Шателена:
  - Вып. 1. Сравнительный обзор действующих в различных странах норм сооружения электрических воздушных линий сильного тока. Под ред. А. В. Сорокина. — М.; Л.: Каталогиздат НКТП, 1937. — 107 с.
  - Вып. 2. Нормы Международной электротехнической комиссии для электрических машин. Пер. под ред. В. А. Толвинского. — Л.: Типо-лит. ШТТ, 1936. — 29 с.
  - Вып. 3. Правила Международной электротехнической комиссии для выключателей переменного тока (проект). Под ред. Б. А. Воронова. — Л.: Типо-лит. ШТТ, 1936. — 29 с.
  - Вып. 4. Правила Международной электротехнической комиссии для измерения испытательного напряжения промышленных частот при диэлектрических исследованиях помощью шарового разрядника. Пер. под ред. А. А. Горева. — Л.: Типо-лит. ШТТ, 1936. — 10 с.
  - Вып. 5. Руководящие указания Международной электротехнической комиссии по нормализации направления движения органов управления и по сигнальным лампам выключателей. Под ред. Б. Е. Воробьева. — Л.: Типо-лит. ШТТ, 1936. — 8 с.
  - Вып. 6. Нормы Международной электротехнической комиссии для стрелочных электроизмерительных приборов: амперметров, вольтметров и однофазных ваттметров. Пер. под ред. Н. Н. Пономарева. — Л.: Типо-лит. ШТТ, 1936. — 10 с.
  - Вып. 7. Международные правила для испытания освинцованных кабелей с бумажно-пропитанной изоляцией для рабочих напряжений от 10 kV до 60 kV (проект). Пер. под ред. С. А. Яковлева. — Л.: [Б. и.], 1936. — 12 с.
  - Вып. 8. Сведения, которые следует сообщать при запросах и заказах на электрические машины. Пер. под ред. В. А. Толвинского. — Л.: [Б. и.], 1936. — 16 с.
  - Вып. 9. Руководящие указания, касающиеся размеров радиотелефонной приемной аппаратуры, определений и правил (проект). Пер. под ред. С. И. Зилитинкевича. — Л.: [Б. и.], 1938. — 12 с.
  - Вып. 10. Правила безопасности для радиотелефонной приемной аппаратуры и усилителей, присоединяемых к распределительной сети (проект). Пер. под ред. С. И. Зилитинкевича. — Л.: Тип. арт. «Советский печатник», 1938. — 23 с.
  - Вып. 11. Нормы на трансформаторы и аппараты, применяемые на подвижном составе (проект). Пер. под ред. Н. Н. Сидорова. — Л.: [Б. и.], 1939. — 8 с.
  - Вып. 12. Нормы для ртутных выпрямителей для тяговых установок. Под ред. В. К. Крапивина. — Л.: Тип. арт. «Советский печатник», 1939. — 8 с.
  - Вып. 13. Шкалы нормальных напряжений МЭК и шкала нормальных сил токов МЭК. Пер. под ред. М. А. Шателена. — Л.: [Б. и.], 1939. — 8 с.
  - Вып. 14. Нормы на двигатели внутреннего сгорания. Ч. 1. Технические условия (проект). Пер. под ред. А. А. Радцига. — Л.: [Б. и.], 1939. — 14 с.
  - Вып. 15. Нормы на двигатели внутреннего сгорания. Ч. 2. Правила приемочных испытаний (проект). Пер. под ред. А. А. Радцига. — Л.: [Б. и.], 1940. — 32 с.
  - Вып. 17. Нормы Международной электротехнической комиссии для импульсных испытаний. Пер. под ред. А. М. Залесского. — Л.: [Б. и.], 1940. — 16 с.
  - Вып. 18. Электродвижение судов (проект норм). Пер. под ред. В. И. Полонского. — Л.: [Б. и.], 1940. — 20 с.
  - Вып. 19. Нормы МЭК для трансформаторов (проект). Пер. под ред. В. А. Толвинского. — Л.: [Б. и.], 1940. — 28 с.
  - Вып. 23. Нормы МЭК для фарфоровых изоляторов воздушных линий напряжением свыше 1000 В (проект). Пер. под ред. А. А. Горева. — Л.: [Б. и.], 1940. — 18 с.
  - Вып. 25. Наименования и определения электрических машин. Проект, разраб. проф. Толвинским. — Л.: [Б. и.], 1940. — 112 с.

### Переводы, редакторская работа
- Томпсон С. Ф. Электротехническая библиотека. Т. 1. Электромагнит и электромагнитные механизмы. Пер. с англ. М. А. Шателена. Под ред. А. И. Смирнова. — С.-Пб.: Изд. журн. «Электричество», 1892. — 428 с.
- Жерар Э. Курс электричества (читанный в Электротехническом институте Монтефиоре при Университете в Лютихе). 3-е изд. Пер. с фр. М. А. Шателена, испр. и доп. Под ред. А. И. Садовского. — С.-Пб.: [Изд.] Ф. В. Щепанского:
  - Т. 1. Теория электричества и магнетизма. Электрометрия. Теория и устройство производителей и преобразователей электрической энергии. — 1893. — 714 с.
  - Т. 2 (часть практическая, продолжение). Канализация и распределение электрической энергии. Применения электричества: произведение и передача работы, электрическая тяга, телеграфия, телефония, освещение и электрометаллургия. — 1894. — 681 с.
- Жерар Э. Курс электричества. Руководство для студентов высш. спец. учеб. заведений. 4-е изд. Пер. с фр. М. А. Шателена, испр. и доп. 2-е рус. изд. — С.-Пб.: [Изд.] Ф. В. Щепанского:
  - Т. 1. Теория электричества и магнетизма. Электрометрия. Теория и устройство производителей и преобразователей электрической энергии. — 1896. — 720 с.
  - Т. 2 (часть практическая, продолжение). Канализация и распределение электрической энергии. Применение электричества: произведение и передача работы, электрическая тяга, телеграфия, телефония, освещение и электрометаллургия. — 1897. — 692 с.
- Герцог И., Фельдман К. П. Распределение света и ламп при устройстве электрического освещения. Пер. под ред. М. А. Шателена. — С.-Пб.: [Изд.] Ф. В. Щепанского, 1898. — 64 с.
- Томпсон С. Ф. Электротехническая библиотека. Т. 4. Многофазные электрические токи и двигатели переменного тока. Пер. с англ. М. А. Шателена. — С.-Пб.: Изд. журн. «Электричество», 1898. — 255 с.
- Пуанкаре А. Теория Максвелля и Герцовские колебания. Пер. под ред. М. А. Шателена и В. К. Лебединского. — С.-Пб.: Тип. П. В. Мартынова, 1900. — 102 с.
- Жерар Э. Электрическая тяга. Пер. с фр. М. А. Шателена и В. Ф. Миткевича. — С.-Пб.: Изд. тип. И. Гольдберга, 1901. — 606 с.
- Немецко-русский словарь для электротехников. Сост. Г. А. Люст и Е. Н. Фридберг. С предисл. М. А. Шателена. — С.-Пб.: Тип. Н. Н. Фридберга, 1906. — 232 с.
- Автогенная сварка. Материалы к применению автогенной сварки (газовой и электрической) в котельном деле и металлических конструкциях. Вып. 1. Предисл. М. А. Шателена. — Л.: КУБУЧ, 1929. — 63 с.
- Автогенное дело в СССР и заграницей (Электрическая и газовая сварка и резка металлов). Сб. докладов. Введ. М. А. Шателена. — Л.: Изд-во «Лен. правда», 1930. — 47 с.
- Технические условия на постройку и поставку котлов высокого давления (выше 22 раб. атм.). Ред. М. А. Шателен. — Л.: Гостехиздат, 1930. — 76 с.
- Автогенная сварка. Вып. 4. О лабораторных исследованиях сварных соединений. Сб. Редкол.: М. А. Шателен, С. А. Давидович, З. А. Эдельсон и др. — Л.: КУБУЧ, 1933. — 280 с.
- Международный электротехнический словарь. Пер. под общ. ред М. А. Шателена. Предварит. изд. для отзывов. — М.; Л.: ОНТИ; Глав. ред. энергетич. лит., 1936. — 376 с.
- Выбор системы тока для электрических железных дорог СССР. Материалы бригады электрификации ж/д транспорта. Под ред. М. А. Шателена. — М.; Л.: Изд-во АН СССР, 1937. — 240 с.
- Павел Николаевич Яблочков. Труды. Документы. Материалы. Сост. Л. Д. Белькинд. Отв. ред. М. А. Шателен. — М.: Изд-во АН СССР, 1954. — 464 с.